# San José Ixtapa
San José Ixtapa es una localidad mexicana del municipio de Zihuatanejo de Azueta, en el Estado de Guerrero, siendo la tercera ciudad más poblada del municipio con 8,988 habitantes.

## Demografía

### Población
En 2010 la localidad tenía 8,698 habitantes de los cuales 4,375 son hombres y 4,323 son mujeres. en 2010 la localidad también tenía 2,214 viviendas particulares habitadas. La localidad en 2005 tenía un nivel de marginación bajo y en 2010 aumentó a medio. 
En el censo de 2020, la localidad presentó una población 8,988 habitantes.
| Gráfica de evolución demográfica de San José Ixtapa entre 2000 y 2020 |
|                                                                       |
| [ 4 ] [ 5 ]                                                           |

## Economía
Hay un total de 2,214 hogares en San José Ixtapa. De estos hogares 2619 son casas normales o departamentos. 173 hogares tienen piso de tierra y 282 consisten en un cuarto solo. En San José Ixtapa hay 2383 viviendas que cuentan con instalaciones sanitarias, 1478 viviendas que están conectado a la red pública y 1555 viviendas tienen acceso a la luz eléctrica. De las hogares en San José Ixtapa aproximadamente 206 tienen una o más computadoras, 974 cuentan por lo menos con una lavadora y 1471 viviendas tienen uno o más televisores. La información sobre San José Ixtapa está basada en el censo del 2010 efectuado por el Instituto Nacional de Estadística Geografía e Informática (INEGI).